# Трост, Тейн
Тейн Корнелис Йоханнес Трост (нидерл. Tein Cornelis Johannes Troost; род. 15 января 2002, Бреда, Северный Брабант) — нидерландский футболист, вратарь бельгийского клуба «Локерен».

## Клубная карьера
Трост — воспитанник клубов НАК Бреда и «Фейеноорд». В январе 2019 года подписал с «Фейеноордом» контракт до июня 2021 года. В декабре 2020 года продлил соглашение с клубом ещё на три года.
В мае 2023 года было объявлено, что по окончании сезона Тейн вернётся в НАК Бреда.
В январе 2025 года до конца сезона перешёл на правах аренды в ирландский «Корк Сити».
17 июля 2025 года на правах свободного агента перешёл в бельгийский «Локерен», подписав двухлетний контракт с возможностью продления ещё на год.

## Международная карьера
В 2019 году в составе юношеской сборной Нидерландов Трост выиграл юношеский чемпионат Европы в Ирландии. На турнире он сыграл в матче против команды Франции.

## Достижения
Нидерланды (до 17)
- Победитель Юношеского чемпионата Европы: 2019